# Улица Николая Михновского (Чернигов)
Улица Николая Михновского (укр. Вулиця Миколи Міхновського) — улица в Деснянском районе города Чернигова. Пролегает от улицы Куренёвка (Фикселя) до проспекта Михаила Грушевского (улицы 1 Мая). 
Примыкают улицы Северная, Киевская, Сосновая, Курганный переулок.

## История
Думская улица — из-за права собственности думы на данную землю — была проложена в первые годы 20 века на участке земли, который принадлежал городской думе. Была застроена индивидуальными домами.
В 1927 году Думская улица переименована на Таращанская улица — в честь воинского формирования времён Гражданской войны Таращанского полка.
12 февраля 2016 года улица получила современное название — в честь украинского адвоката, политического и общественного деятеля Николая Ивановича Михновского, согласно Распоряжению городского главы В. А. Атрошенко Черниговского городского совета № 46-р «Про переименование улиц и переулков города» («Про перейменування вулиць та провулків міста»)

## Застройка
Улица проложена в восточном направлении — от реки Стрижень. Парная и непарная стороны улицы занята усадебной застройкой.
Учреждения: нет